# 東除川
東除川（ひがしよけがわ）は、大阪府を流れる大和川水系の一級河川。

## 地理
大阪府大阪狭山市大字岩室の狭山池の北東にある取水口より流出し概ね北流。堺市美原区、羽曳野市の西部、松原市の東部を貫流し、松原市大堀4丁目で落堀川を合わせる。大和川左岸堤防の外側に沿って流れ、大阪市平野区瓜破南で大和川に合流する。
落堀川と合流してしばらく大和川左岸と平行する部分は、江戸時代の大和川付け替えの際に北へそのまま合流させていた東除川を、大和川との落差が十分ではなかったことによる増水時の対策として、昭和59年（1984年）に西へ水路を掘って水害を防ぐことができる地点まで導いたものである。
なお、大和川付け替え以前は、更に北上して平野川と合流していた。

## 流域の自治体
大阪府
大阪狭山市、堺市美原区、羽曳野市、松原市、大阪市平野区